# N'ko-alfabetets dag
N'ko-alfabetets dag är en högtid som firas den 14 april i flera västafrikanska länder. Den högtidlighåller dagen när n’ko-alfabetet tros ha blivit färdigställt den 14 april 1949.
N'ko är ett mandespråk som talas i Elfenbenskusten och Guinea. Det finns också aktiva talare i Mali.

## Bakgrund
Mandespråken som talades i Västafrika hade länge inget alfabet. Den afrikanske författaren Solomana Kante upplevde att afrikaner ofta sågs som “kulturlösa” på grund av detta. Som en motkraft skapade han ett alfabet för språken inom mande-gruppen och namngav det n'ko, vilket på alla mandespråk betyder ”det står” eller ”det betyder”. Alfabetet påminner om arabiskan, bland annat är bokstäverna förbundna och skriften läses från höger till vänster.
Kante fullbordade alfabetet den 14 april 1949. N'ko-alfabetet introducerades först i maninka i Guinea.